# Arrondissement de Tournon-sur-Rhône
L'arrondissement de Tournon-sur-Rhône est un arrondissement français situé dans le département de l'Ardèche et la région Auvergne-Rhône-Alpes.

## Composition

### Composition de 2007 à 2015

Les arrondissements de l'Ardèche de 2007 à 2015.

L'arrondissement de Tournon-sur-Rhône est composé de 12 cantons, dont les 9 cantons de la deuxième circonscription de l'Ardèche :
- Annonay-Nord
- Annonay-Sud
- Lamastre
- Saint-Agrève
- Saint-Félicien
- Saint-Péray
- Satillieu
- Serrières
- Tournon-sur-Rhône

ainsi que 3 cantons parmi les 10 cantons inclus dans la première circonscription de l'Ardèche :
- Haut-Eyrieux
- Saint-Martin-de-Valamas
- Vernoux-en-Vivarais

L'arrondissement comprend :
- 3 communes de plus de 10 000 habitants : son chef-lieu Tournon-sur-Rhône, Annonay, commune la plus peuplée du département et la seule de l’arrondissement découpée sur plusieurs cantons, et Guilherand-Granges ;
- 29 autres communes de plus de 1 000 habitants ;
- 94 communes moins peuplées.

### Composition depuis 2015
Le redécoupage cantonal de 2014 conduit à la création de cantons situés sur plusieurs arrondissements, ce qui n'était pas possible auparavant. L'arrondissement de Tournon-sur-Rhône contient depuis lors 6 cantons entiers et 2 partiels :
- Annonay-1
- Annonay-2
- Haut-Eyrieux (33 communes ; les autres sont dans l'arrondissement de Privas)
- Guilherand-Granges
- Lamastre
- Sarras
- Tournon-sur-Rhône
- La Voulte-sur-Rhône (9 communes ; les autres sont dans l'arrondissement de Privas)

### Découpage communal depuis 2015
Depuis 2015, le nombre de communes des arrondissements varie chaque année soit du fait du redécoupage cantonal de 2014 qui a conduit à l'ajustement de périmètres de certains arrondissements, soit à la suite de la création de communes nouvelles. Le nombre de communes de l'arrondissement de Tournon-sur-Rhône est ainsi de 126 en 2015, 126 en 2016, 120 en 2017 et 118 en 2019.
Au 1er janvier 2024, l'arrondissement groupe les 118 communes suivantes :
1. Accons
2. Albon-d'Ardèche
3. Alboussière
4. Andance
5. Annonay
6. Arcens
7. Ardoix
8. Arlebosc
9. Arras-sur-Rhône
10. Belsentes
11. Boffres
12. Bogy
13. Boucieu-le-Roi
14. Boulieu-lès-Annonay
15. Bozas
16. Brossainc
17. Le Chambon
18. Champagne
19. Champis
20. Chanéac
21. Charmes-sur-Rhône
22. Charnas
23. Châteaubourg
24. Cheminas
25. Le Cheylard
26. Colombier-le-Cardinal
27. Colombier-le-Jeune
28. Colombier-le-Vieux
29. Cornas
30. Le Crestet
31. Davézieux
32. Désaignes
33. Devesset
34. Dornas
35. Eclassan
36. Empurany
37. Étables
38. Félines
39. Gilhoc-sur-Ormèze
40. Glun
41. Guilherand-Granges
42. Issamoulenc
43. Jaunac
44. Labatie-d'Andaure
45. Lachapelle-sous-Chanéac
46. Lafarre
47. Lalouvesc
48. Lamastre
49. Lemps
50. Limony
51. Mariac
52. Mars
53. Mauves
54. Monestier
55. Nozières
56. Ozon
57. Pailharès
58. Peaugres
59. Peyraud
60. Plats
61. Préaux
62. Quintenas
63. Rochepaule
64. Roiffieux
65. Saint-Agrève
66. Saint-Alban-d'Ay
67. Saint-Andéol-de-Fourchades
68. Saint-André-en-Vivarais
69. Saint-Barthélemy-Grozon
70. Saint-Barthélemy-le-Meil
71. Saint-Barthélemy-le-Plain
72. Saint-Basile
73. Saint-Christol
74. Saint-Cierge-sous-le-Cheylard
75. Saint-Clair
76. Saint-Clément
77. Saint-Cyr
78. Saint-Désirat
79. Saint-Étienne-de-Valoux
80. Saint-Félicien
81. Saint-Genest-Lachamp
82. Saint-Georges-les-Bains
83. Saint-Jacques-d'Atticieux
84. Saint-Jean-de-Muzols
85. Saint-Jean-Roure
86. Saint-Jeure-d'Andaure
87. Saint-Jeure-d'Ay
88. Saint-Julien-d'Intres
89. Saint-Julien-Vocance
90. Saint-Marcel-lès-Annonay
91. Saint-Martin-de-Valamas
92. Saint-Michel-d'Aurance
93. Saint-Péray
94. Saint-Pierre-sur-Doux
95. Saint-Pierreville
96. Saint-Prix
97. Saint-Romain-d'Ay
98. Saint-Romain-de-Lerps
99. Saint-Sylvestre
100. Saint-Symphorien-de-Mahun
101. Saint-Victor
102. Sarras
103. Satillieu
104. Savas
105. Sécheras
106. Serrières
107. Soyons
108. Talencieux
109. Thorrenc
110. Toulaud
111. Tournon-sur-Rhône
112. Vanosc
113. Vaudevant
114. Vernosc-lès-Annonay
115. Villevocance
116. Vinzieux
117. Vion
118. Vocance

## Démographie
En 2022, l'arrondissement comptait 142 553 habitants.
| 1968    | 1975    | 1982    | 1990    | 1999    | 2006    | 2011    | 2016    | 2021    |
| ------- | ------- | ------- | ------- | ------- | ------- | ------- | ------- | ------- |
| 110 134 | 111 887 | 116 234 | 121 222 | 123 731 | 131 292 | 134 873 | 138 760 | 141 549 |

| 2022    | - | - | - | - | - | - | - | - |
| ------- | - | - | - | - | - | - | - | - |
| 142 553 | - | - | - | - | - | - | - | - |

## Administration
| Période         | Période         | Identité                                         | Fonction précédente | Observation                    |
| --------------- | --------------- | ------------------------------------------------ | ------------------- | ------------------------------ |
| 1800            | 2 novembre 1801 | Marie Just Antoine de La Rivoire de La Tourrette |                     |                                |
| 2 novembre 1801 | 1809            | Pierre Joseph Marie Baude                        |                     |                                |
|                 |                 |                                                  |                     |                                |
|                 | mai 1852        | Edmond de Vallée                                 |                     | lettre d'adieu                 |
|                 |                 |                                                  |                     |                                |
| 1868            | 1870            | Charles-Joseph Sers                              |                     | muté préfet des Landes en 1871 |
|                 |                 |                                                  |                     |                                |
|                 | 5 juillet 2008  | Jean-Marc Picand                                 |                     |                                |
| 25 août 2008    | En cours        | Jean-Yves Le Merrer                              |                     |                                |